# Гупиль, Адольф
Адольф Гупиль (фр. Adolphe Goupil; 11 марта 1806, Париж — 9 мая 1893, Париж) — французский арт-дилер, основатель одноимённой художественно-торговой фирмы, которая специализировалась на продажах картин, гравюр и скульптур во многих странах Европы, в Нью-Йорке и в Австралии.

## Биография
Родился в Париже в 1806 году. С 1829 года начал работать с Генри Риттнером, торговавшим гравюрами. Впоследствии они расширили своё дело и открыли филиалы в других городах Франции, Германии и Великобритании. Художественная фирма Rittner & Goupil специализировалась на печатном деле и продажах репродукций с картин старых мастеров и современных художников Франции, которые выставлялись в Парижском Салоне и прошли экспертизу и цензуру.
Генри Риттнер перебрался на жильё и работу в Дрезден. С 1841 года партнёром Гупиля стал Теодор Вибер, и фирма стала носить название «Goupil & Vibert». Позднее, с 1846 по 1850 год, она называлась Goupil, Vibert & Cie.
Фирма Goupil & Cie продавала репродукции с картин старых мастеров (Рафаэль Санти, Тициан, Паоло Веронезе, Микеланджело) и французских художников-современников (Жан Огюст Доминик Энгр, Поль Деларош, Адольф Вильям Бугро, Александр Кабанель, Ари Шеффер, Жан-Леон Жером). Жан-Леон Жером стал зятем Адольфа Гупиля, заключив брак с его дочерью Мари.
Только в Париже фирма имела четыре магазина. Потом появились филиалы в Нью-Йорке (1848), Лондоне (1848), Берлине (1852), в Гааге (1861) и в Брюсселе (1863).
В 1845 году партнёры подписали контракт с художником-портретистом Шарлем Ланделем (1821—1908), который не имел права выставлять свои произведения, пока они не будут представлены в фирме Гупиль. Кроме портретов, Шарль Ландель создавал картины на арабскую тематику и картины бытового жанра.
В период с 1871 по 1885 год с фирмой Гупиль сотрудничал художник Джованни Больдини, итальянец, работавший в Париже. Среди сотрудников фирмы — будущий художник Винсент ван Гог.
Улучшали они и техническое обеспечение бизнеса. В мастерских фирмы использовали офорт, акватинту, гравюру резцом, фототехнические технологии. Так, фирма приобрела приборы для фототипии репродукций и фото, созданные британцем Вальтером Бентли Вудбери в 1864 году. Новая технология предоставила возможность печатать фотоальбомы и фотогравюры.
Адольф Гупиль умер в Париже 9 мая 1893 года.
Фирма просуществовала до 1921 года и сменила владельца, которым стал Венсан Эмберти (Vincent Imberti).
В городе Бордо основан и открыт музей Гупиля.

## Публикации
- 1858, Œuvre de Paul Delaroche, reproduite en photographie par Robert Jefferson Bingham, texte de la notice par Henri Delaborde, et du Catalogue Raisonné par Jules Goddé, Paris, Goupil et ie 19 boulevard Montmartre, et 9 rue Chaptal.
- 1863, Souvenir de la Galerie Pourtalès, reproduction d’antiques, Tableaux et Objets d’art les plus remarquables de la collection du Comte de Pourtalès-Gorgier: James-Alexandre de Pourtalès, volume grand in-folio comprenant 63 planches, prix de vente 300 francs. Photographe non identifié. La vente eut lieu en février 1865[7].